# Abdessalem Jerad
Abdessalem Jerad ou Abdessalem Jrad, né le 23 janvier 1937 sur l'archipel des Kerkennah et mort le 31 mai 2021, est un syndicaliste tunisien. Il est secrétaire général de l'Union générale tunisienne du travail entre 2000 et 2011.

## Biographie
Il entame ses activités syndicales au début des années 1960 comme secrétaire général du syndicat du transport à Sfax. En 1969, Il est secrétaire général du syndicat de la Société nationale de transport à Tunis et secrétaire général adjoint de la Fédération nationale du transport (FNT). En 1975, il est élu secrétaire général de la FNT.
En 1978, Jerad est arrêté et condamné à la prison, avec la majorité des dirigeants de l'Union générale tunisienne du travail (UGTT), pour avoir participé à une grève générale décrétée légalement par la centrale syndicale. En 1980, il est réélu secrétaire général de la FNT et s'oppose à l'ingérence du gouvernement. Il réclame le retour de Habib Achour à la tête de l'UGTT.
En 1983, il fait sa première entrée au bureau exécutif de l'UGTT comme secrétaire général adjoint chargé du règlement intérieur. Lors du seizième congrès de l'UGTT en décembre 1984, il est réélu au bureau exécutif. Après la crise de 1985, qui oppose l'UGTT au gouvernement, il est licencié de son travail, mis en résidence surveillée puis emprisonné à nouveau.
En avril 1989, lors du congrès extraordinaire de Sousse, il est élu membre du bureau exécutif chargé du règlement intérieur. Il est réélu pour deux autres mandats en 1993 et 1999. Le 21 septembre 2000, il est élu secrétaire général de l'UGTT après l'éviction d'Ismaïl Sahbani. Contesté par une partie de la classe ouvrière, il est confirmé à son poste au congrès de Djerba, en février 2002, par 307 voix sur 457.
Il est également secrétaire général adjoint de l'Union arabe des travailleurs du transport à partir de 1976 et membre du Conseil central de la Confédération internationale des syndicats arabes (CISA) à partir de 1991. En novembre 2006, il est élu membre de l'assemblée générale et du bureau exécutif de la Confédération syndicale internationale que rejoint l'UGTT.
En 2009, Jerad est décoré par le président Zine el-Abidine Ben Ali au palais présidentiel de Carthage. Deux mois après, l'UGTT apporte son soutien à la candidature de Ben Ali aux élections présidentielles. Le 13 janvier 2011, Jerad est la dernière personnalité politique à rencontrer Ben Ali avant sa fuite le lendemain en Arabie saoudite à la suite du soulèvement populaire.
Après la révolution tunisienne, l'UGTT tente de se poser comme principale force politique ; plusieurs voix se sont toutefois élevées pour réclamer la démission de Jerad de la centrale syndicale et manifestent contre les interventions politiques de l'UGTT. Sous le régime de Ben Ali, le bureau exécutif dont Jerad est le secrétaire général s'est limité à des manifestations pro-palestiniennes et des négociations, alors que les syndicats régionaux ont gardé une certaine liberté dans la contestation du régime, comme durant les grèves de Gafsa en 2008.
À l'occasion du 22e congrès de l'UGTT, tenu du 25 au 29 décembre 2011, il quitte le bureau exécutif et laisse le secrétariat général à Houcine Abassi.
En 2012, il est élu secrétaire général de l'Union syndicale des travailleurs du Maghreb arabe. 
Il meurt le 31 mai 2021.

## Vie privée
Jerad est marié et père de six enfants.